# 泥河湾遗址
泥河湾遗址又称泥河湾遗址群，位于中国河北省张家口市阳原县境内东部地区的桑干河流域，内有多处旧石器时代遗址。
從1970年代開始，在陽原東西長82公里、南北寬27公里的廣大區域內，陸續發現早期人類遺址共80多處。
迄今全世界100萬年以上的早期人類文化遺存目前發現53處，陽原泥河灣遺址群就佔40處，其中馬圈溝遺址距今200萬年，推判泥河湾遗址可能是东亚人种的起源地，向非洲起源学说提出了挑战。

## 發現
1972年，由中國科學院古脊椎動物和古人類研究所蓋培、衛奇在陽原縣東城鎮虎頭梁村東南約800米處發掘。發現以楔形石核和尖狀器為主的大量石器，還發現了古人使用過的灶坑。（在馬鞍山遺址發現30多處用火遺跡，證明在0.5-1.5萬年前，人類會使用火。）
1994年地質學家和古生物學家，在泥河灣盆地小長梁遺址發現了大量的世界上最早的細小石器。這些石器都比較小，大多重在5至10克之間，最小的不足1克。可分為尖狀器、刮削器、雕刻器和錐形器等類型，共約2000件。這些石器經過古地磁專家的測定，證明距今約有160萬年。
2013年7月至11月河北考古人對泥河灣油房遺址進行發掘，在40多平方米的發掘區域中出土石製品、動物化石、骨製品、裝飾品種類700多件，年代跨度為距今5萬年到2萬年間。值得一提的是，這裡出土石製品多為石片、殘片和斷塊，包括少量石片石核、細石核、細石葉和工具等，證明油房遺址存在石葉技術。

## 地層
馬圈溝遺址第七文化層距今175萬年、第六文化層距今175萬年、第五文化層174萬年、第四文化層169萬年、第三文化層166萬年、第二文化層164萬年、第一文化層155萬年。
小長梁遺址136萬年、半山遺址132萬年、飛梁遺址120萬年、東谷坨遺址110萬年、岑家灣遺址110萬年、馬梁遺址78萬年、後溝遺址39萬年、東坡遺址32萬年、侯家窯遺址10萬年、板井子遺址7萬年、新廟莊遺址3-4萬年、油房遺址2萬年前後、西白馬營遺址1.8萬年、二道梁遺址1.8萬年；於家溝、馬鞍山和姜家梁遺址包含了1.5—0.5萬年。
約在1.8萬年前，因地殼運動，湖底上升，交錯移動，湖水流走，昔日的大湖逐漸消失，湖底地層裸露出來，形成今日層層疊疊的泥河灣地層。